# Phòng gia đình

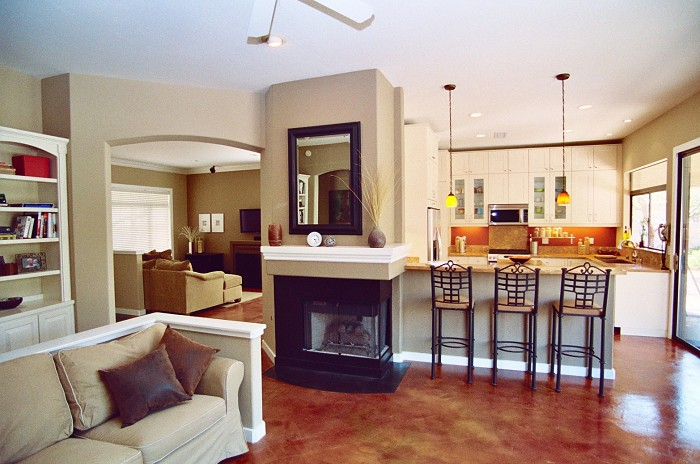
Phòng gia đình tại Arizona.

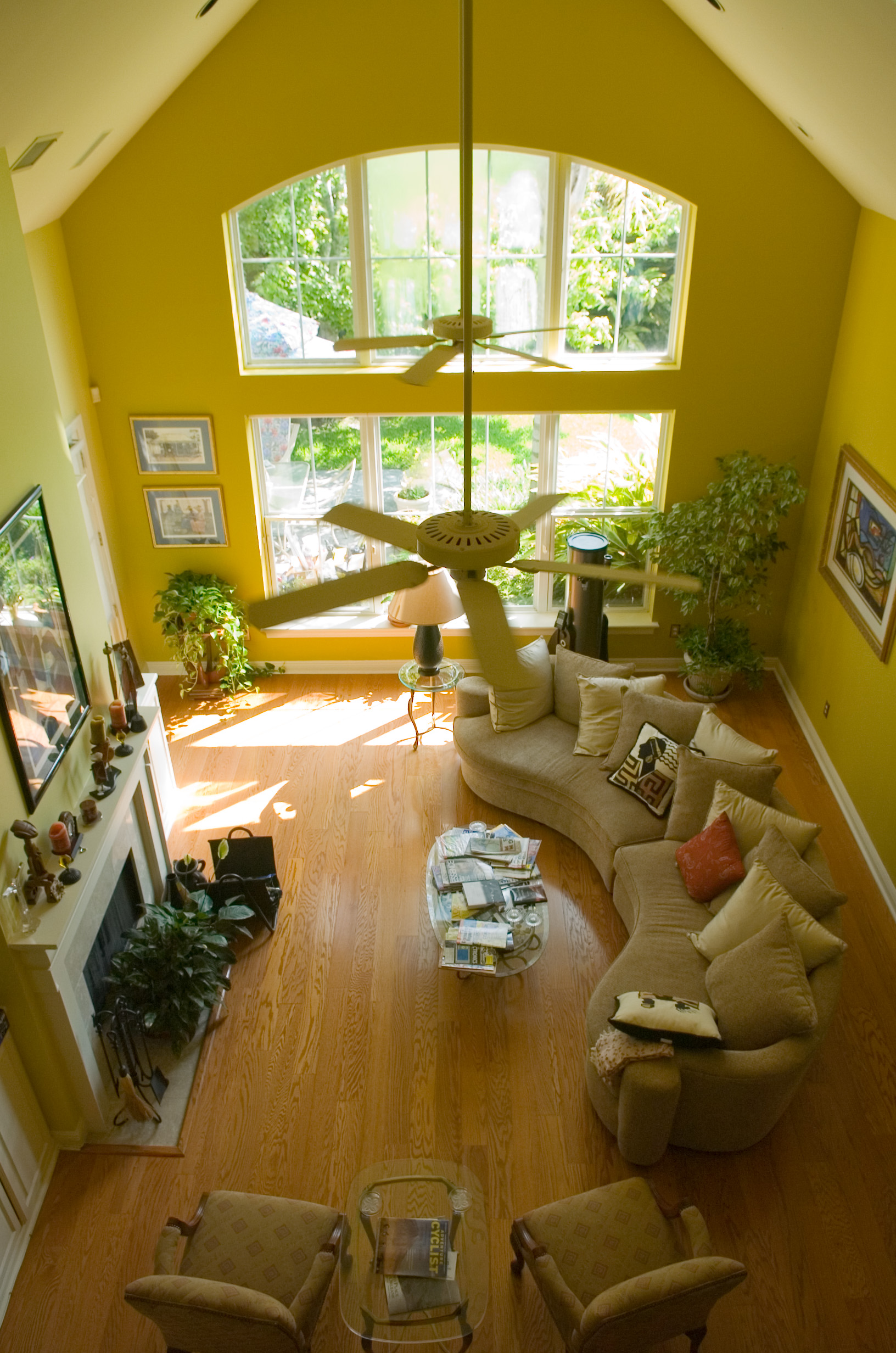
Phòng khách tại New Orleans với trang trí trang trọng

Phòng gia đình là một phòng không chính thức, có nhiều mục đích trong một ngôi nhà. Phòng gia đình được thiết kế để là nơi gia đình và khách mời tụ họp để tham gia vào các hoạt động nhóm như trò chuyện, đọc sách, xem TV và các hoạt động gia đình khác. Thường, phòng gia đình được đặt bên cạnh nhà bếp và đôi khi có thể liên thông mà không có sự cắt quãng hình ảnh. Phòng gia đình thường có cửa dẫn ra sân sau và các khu vực sống ngoài trời cụ thể như một deck, vườn, hoặc terrace.
Thuật ngữ phòng gia đình được định nghĩa trong cuốn sách năm 1945 Tomorrow's House của George Nelson và Henry Wright. Chương 7, có tiêu đề "Phòng không có tên", nói về sự cần thiết trong cuộc sống hiện đại cho một "phòng lớn nhất trong nhà" mới, mà sẽ phục vụ nhu cầu xã hội và giải trí của toàn bộ gia đình, cho phép các hoạt động mà không được phép trong phòng khách.
Phòng lớn này sẽ có nội thất và vật liệu "chắc chắn", cho việc sử dụng khó khăn, và nó nên dễ dàng để lau chùi. Khác với các "phòng ồn ào" hiện tại, nó đôi khi sẽ phục vụ cho giải trí hơi trang trọng hơn, vì vậy nó nên là một căn phòng đẹp mắt và nên có tủ để đồ chơi, dụng cụ, vv. có thể được giấu đi.
Sự phân biệt giữa phòng gia đình, phòng khách và phòng giải trí là linh hoạt, nhưng có thể được phân loại theo ba đặc điểm: vị trí, chức năng và thiết kế. Trận bóng đá trên các TV màu lớn đã làm cho phòng gia đình đủ lớn cho cha mẹ và con cái trở nên phổ biến hơn trong những năm 1970. Trong những ngôi nhà có nhiều hơn một phòng như vậy, phòng gia đình không chính thức hơn, cả về chức năng và nội thất, và nó được đặt xa khỏi cửa chính, trong khi phòng khách thường trang trọng hơn, dành cho khách, các dịp đặc biệt và trưng bày các vật phẩm như đồ cổ hoặc nghệ thuật. Nó thường nằm ở phần trung tâm của ngôi nhà hướng về mặt trước. Phòng giải trí thường ở tầng hầm và được sử dụng cho các trò chơi và thời gian chơi.
Trong những ngôi nhà chỉ có một phòng như vậy, các thuật ngữ thường được sử dụng thay thế cho nhau. Trong các bản vẽ mặt bằng, một "phòng lớn" là nơi phòng khách và phòng gia đình được kết hợp thành một phòng cao trần kế bên nhà bếp.